# N'-ホルミルキヌレニン
 N′-ホルミルキヌレニン（N′-formylkynurenine）は、トリプトファンの代謝中間体の一つ。